# Bretonvillers
Bretonvillers est une commune française située dans le département du Doubs, la région culturelle et historique de Franche-Comté et la région administrative Bourgogne-Franche-Comté.

## Géographie

### Description
Bretonvillers est un village rural du Doubs situé à 19 km de la frontière entre la France et la Suisse, à 20 km à vol d'oiseau au nord-ouest de La Chaux-de-Fonds, 41 km au nord-est de Pontarlier, 47 km à l'est de Besançon, 57 km au sud-est de Vesoul et 35 km au sud-ouest de Montbéliard.
Bretonvillers se trouve dans le périmètre du parc naturel régional du Doubs Horloger. Il est traversé par un sentier de randonnée.

### Hydrographie

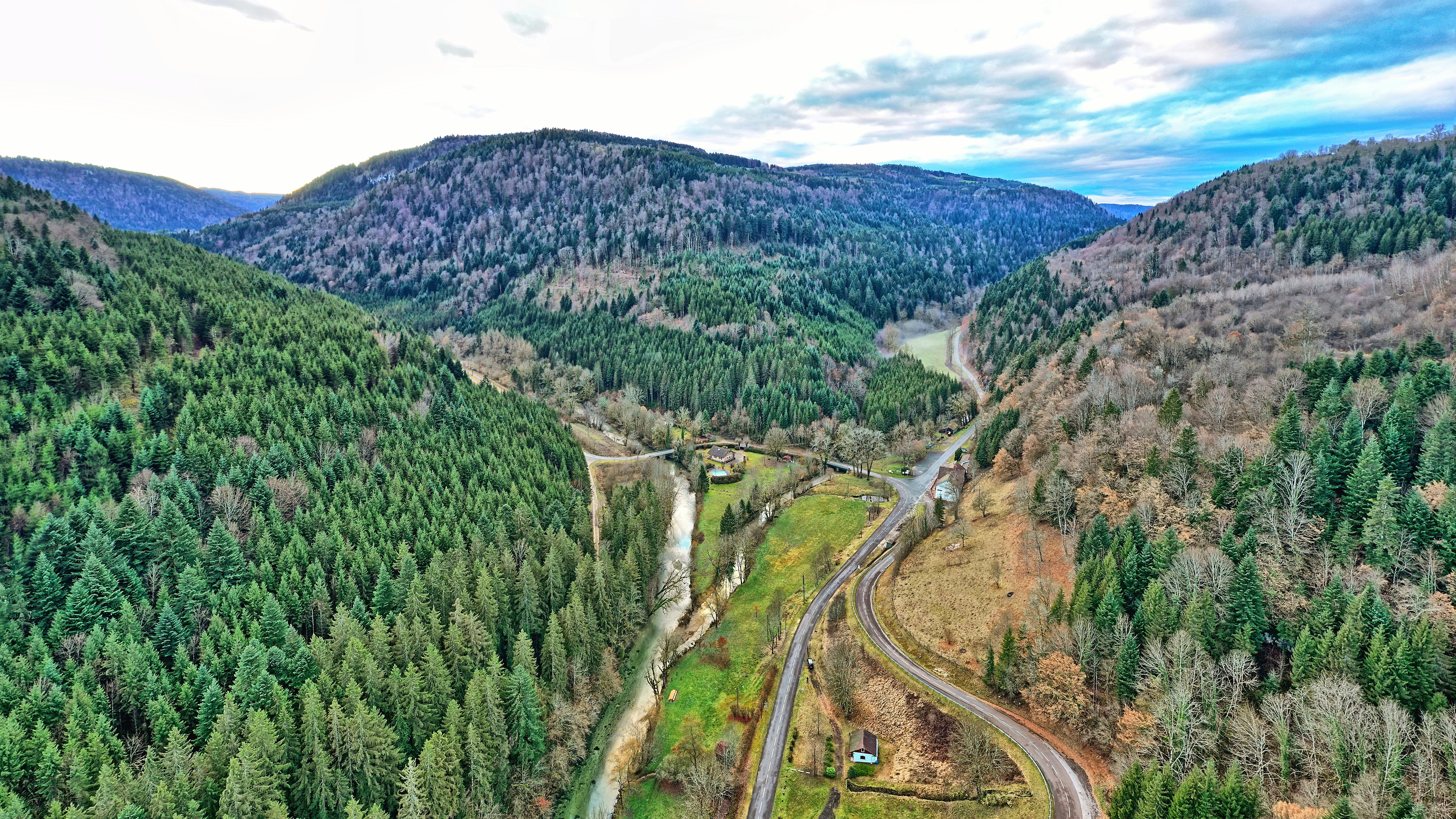
Gigot, au confluent de la Reverotte et du Dessoubre.

Le territoire communal est longé au sud par la Reverotte puis par le Dessoubre avec lequel elle conflue près de Gigot.
Le Dessoubre est un affluent du Doubs, et donc un sous-affluent du Rhône par la Saône.

### Climat
Pour des articles plus généraux, voir Climat de la Bourgogne-Franche-Comté et Climat du Doubs.
En 2010, le climat de la commune est de type climat de montagne, selon une étude du Centre national de la recherche scientifique s'appuyant sur une série de données couvrant la période 1971-2000. En 2020, Météo-France publie une typologie des climats de la France métropolitaine dans laquelle la commune est exposée à un climat de montagne ou de marges de montagne et est dans la région climatique Jura, caractérisée par une forte pluviométrie en toutes saisons (1 000 à 1 500 mm/an), des hivers rigoureux et un ensoleillement médiocre.
Pour la période 1971-2000, la température annuelle moyenne est de 8,4 °C, avec une amplitude thermique annuelle de 17 °C. Le cumul annuel moyen de précipitations est de 1 406 mm, avec 12,5 jours de précipitations en janvier et 11,4 jours en juillet. Pour la période 1991-2020, la température moyenne annuelle observée sur la station météorologique de Météo-France la plus proche, « Pierrefontaine », sur la commune de Pierrefontaine-les-Varans à 7 km à vol d'oiseau, est de 8,8 °C et le cumul annuel moyen de précipitations est de 1 376,5 mm. 
La température maximale relevée sur cette station est de 39,3 °C, atteinte le 31 juillet 1983 ; la température minimale est de −31,9 °C, atteinte le 9 janvier 1985,,.
Les paramètres climatiques de la commune ont été estimés pour le milieu du siècle (2041-2070) selon différents scénarios d'émission de gaz à effet de serre à partir des nouvelles projections climatiques de référence DRIAS-2020. Ils sont consultables sur un site dédié publié par Météo-France en novembre 2022.

## Urbanisme

### Typologie
Au 1er janvier 2024, Bretonvillers est catégorisée commune rurale à habitat dispersé, selon la nouvelle grille communale de densité à 7 niveaux définie par l'Insee en 2022.
Elle est située hors unité urbaine et hors attraction des villes,.

### Occupation des sols
L'occupation des sols de la commune, telle qu'elle ressort de la base de données européenne d’occupation biophysique des sols Corine Land Cover (CLC), est marquée par l'importance des forêts et milieux semi-naturels (49,1 % en 2018), une proportion sensiblement équivalente à celle de 1990 (48,9 %). La répartition détaillée en 2018 est la suivante : 
forêts (47,3 %), prairies (24,6 %), zones agricoles hétérogènes (24,3 %), zones urbanisées (2 %), milieux à végétation arbustive et/ou herbacée (1,8 %). L'évolution de l’occupation des sols de la commune et de ses infrastructures peut être observée sur les différentes représentations cartographiques du territoire : la carte de Cassini (XVIIIe siècle), la carte d'état-major (1820-1866) et les cartes ou photos aériennes de l'IGN pour la période actuelle (1950 à aujourd'hui).

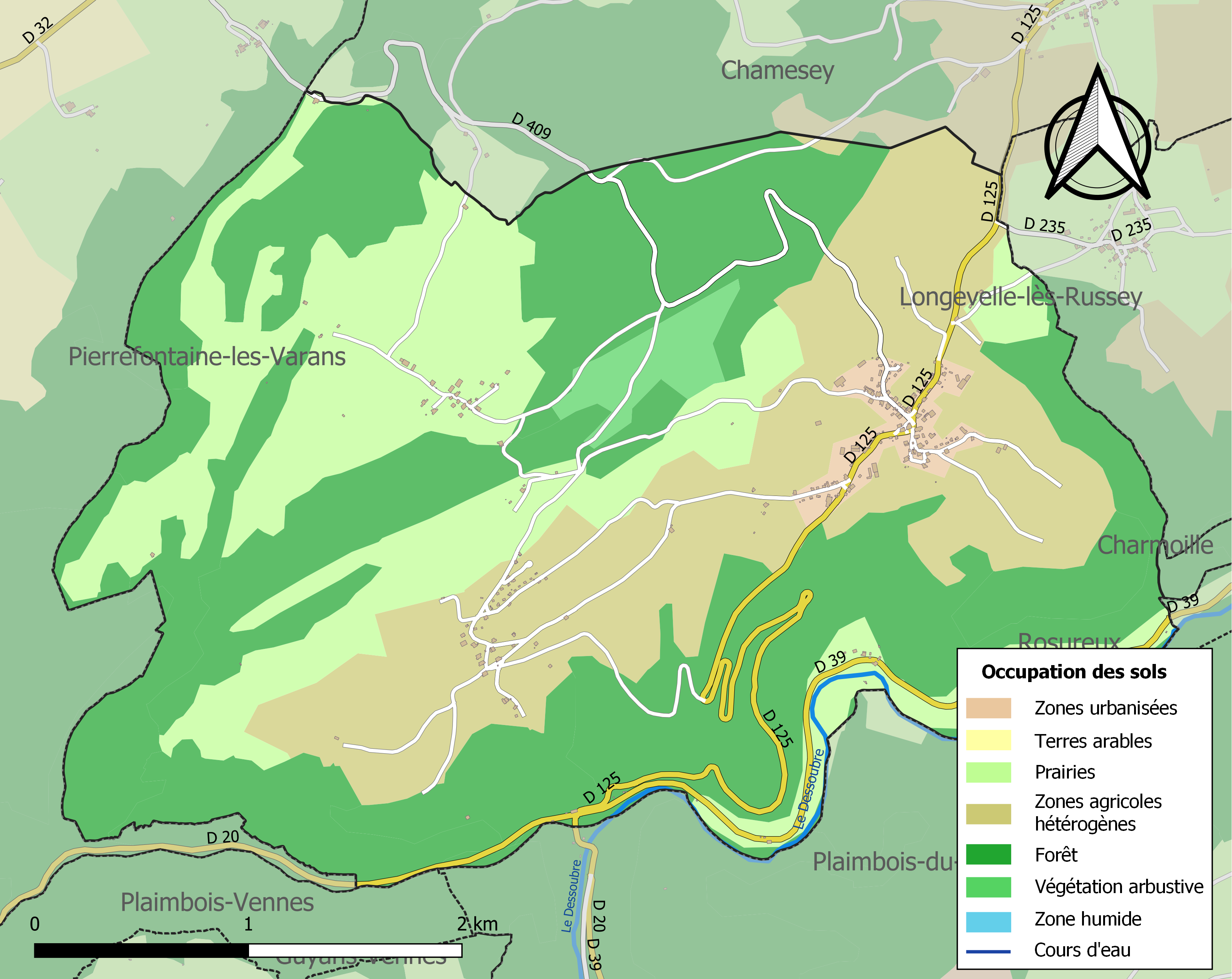
Carte des infrastructures et de l'occupation des sols de la commune en 2018 (CLC).

### Lieux-dits, hameaux et écarts
- la Joux,
- le Saucet,
- Gigot,
- le Val.

### Habitat et logement
En 2018, le nombre total de logements dans la commune était de 179, alors qu'il était de 177 en 2013 et de 164 en 2008.
Parmi ces logements, 68,7 % étaient des résidences principales, 22,3 % des résidences secondaires et 8,9 % des logements vacants. Ces logements étaient pour 92,7 % d'entre eux des maisons individuelles et pour 6,7 % des appartements.
Le tableau ci-dessous présente la typologie des logements à Bretonvillers en 2018 en comparaison avec celle du Doubs et de la France entière. Une caractéristique marquante du parc de logements est ainsi une proportion de résidences secondaires et logements occasionnels (22,3 %) très supérieure à celle du département (4,3 %) et à celle de la France entière (9,7 %). Concernant le statut d'occupation de ces logements, 82,9 % des habitants de la commune sont propriétaires de leur logement (82,6 % en 2013), contre 59,4 % pour le Doubs et 57,5 % pour la France entière.
| Typologie                                               | Bretonvillers | Doubs | France entière |
| ------------------------------------------------------- | ------------- | ----- | -------------- |
| Résidences principales (en %)                           | 68,7          | 87,1  | 82,1           |
| Résidences secondaires et logements occasionnels (en %) | 22,3          | 4,3   | 9,7            |
| Logements vacants (en %)                                | 8,9           | 8,5   | 8,2            |

## Toponymie
Le nom de la localité est attesté sous les formes Brevonveler dès 1260 (lire *Bretonveler), Bretonviler en 1320.

## Politique et administration

### Rattachements administratifs et électoraux

#### Rattachements administratifs
La commune se trouve depuis 1816 dans l'arrondissement de Montbéliard du département de l'Oise.
Elle faisait partie depuis 1801 du canton du Russey. Dans le cadre du redécoupage cantonal de 2014 en France, cette circonscription administrative territoriale a disparu, et le canton n'est plus qu'une circonscription électorale.

#### Rattachements électoraux
Pour les élections départementales, la commune fait partie depuis 2014 du canton de Valdahon
Pour l'élection des députés, elle fait partie de la cinquième circonscription du Doubs.

### Intercommunalité
Bretonvillers était membre de la petite communauté de communes entre Dessoubre et Barbèche, un établissement public de coopération intercommunale (EPCI) à fiscalité propre créé fin 2002 et auquel la commune avait transféré un certain nombre de ses compétences, dans les conditions déterminées par le code général des collectivités territoriales.
Dans le cadre des dispositions de la loi portant nouvelle organisation territoriale de la République du 7 août 2015, qui prévoit que les établissements publics de coopération intercommunale (EPCI) à fiscalité propre doivent avoir un minimum de 15 000 habitants, cette intercommunalité  a été scindée, et certaines de ses communes, dont Bretonvillers, ont rejoint le 1er janvier 2017 la communauté de communes du vallon de Sancey, formant ainsi la communauté de communes du Pays de Sancey-Belleherbe,  dont est désormais membre la commune.

### Liste des maires
| Période                                  | Période                        | Identité                 | Étiquette | Qualité                     |
| ---------------------------------------- | ------------------------------ | ------------------------ | --------- | --------------------------- |
| Les données manquantes sont à compléter. |                                |                          |           |                             |
| 1995                                     |                                | Daniel Sarron            |           |                             |
| mars 2001                                | 2008                           | Jean-Louis Huot-Marchand | SE        | Éleveur                     |
| mars 2008                                | 2014                           | Daniel Mougin            |           |                             |
| mars 2014                                | mai 2020                       | Isabelle Bonnaire        | SE        | Retraitée de l'enseignement |
| mai 2020                                 | juillet 2022                   | Patrice Prêtre           |           | Retraité Démissionnaire     |
| octobre 2022                             | En cours (au 16 décembre 2022) | Pascal Duffner           |           | Employé retraité            |

## Démographie
L'évolution du nombre d'habitants est connue à travers les recensements de la population effectués dans la commune depuis 1793. Pour les communes de moins de 10 000 habitants, une enquête de recensement portant sur toute la population est réalisée tous les cinq ans, les populations de référence des années intermédiaires étant quant à elles estimées par interpolation ou extrapolation. Pour la commune, le premier recensement exhaustif entrant dans le cadre du nouveau dispositif a été réalisé en 2008.

En 2022, la commune comptait 285 habitants, en évolution de +3,26 % par rapport à 2016 (Doubs : +1,88 %, France hors Mayotte : +2,11 %).
| 1793 | 1800 | 1806 | 1821 | 1831 | 1836 | 1841 | 1846 | 1851 |
| ---- | ---- | ---- | ---- | ---- | ---- | ---- | ---- | ---- |
| 490  | 397  | 411  | 462  | 458  | 442  | 463  | 480  | 523  |

| 1856 | 1861 | 1866 | 1872 | 1876 | 1881 | 1886 | 1891 | 1896 |
| ---- | ---- | ---- | ---- | ---- | ---- | ---- | ---- | ---- |
| 493  | 520  | 555  | 486  | 498  | 493  | 489  | 499  | 454  |

| 1901 | 1906 | 1911 | 1921 | 1926 | 1931 | 1936 | 1946 | 1954 |
| ---- | ---- | ---- | ---- | ---- | ---- | ---- | ---- | ---- |
| 454  | 476  | 426  | 395  | 386  | 411  | 413  | 387  | 452  |

| 1962 | 1968 | 1975 | 1982 | 1990 | 1999 | 2006 | 2008 | 2013 |
| ---- | ---- | ---- | ---- | ---- | ---- | ---- | ---- | ---- |
| 379  | 362  | 308  | 251  | 236  | 240  | 228  | 225  | 264  |

| 2018 | 2022 | - | - | - | - | - | - | - |
| ---- | ---- | - | - | - | - | - | - | - |
| 276  | 285  | - | - | - | - | - | - | - |

## Culture locale et patrimoine

### Lieux et monuments
- L'église de la Nativité Notre-Dame.
- La fontaine Saint-Joseph.
- La chapelle du Saucet.
- La vallée du Dessoubre avec les deux hameaux : Gigot et Le Val.

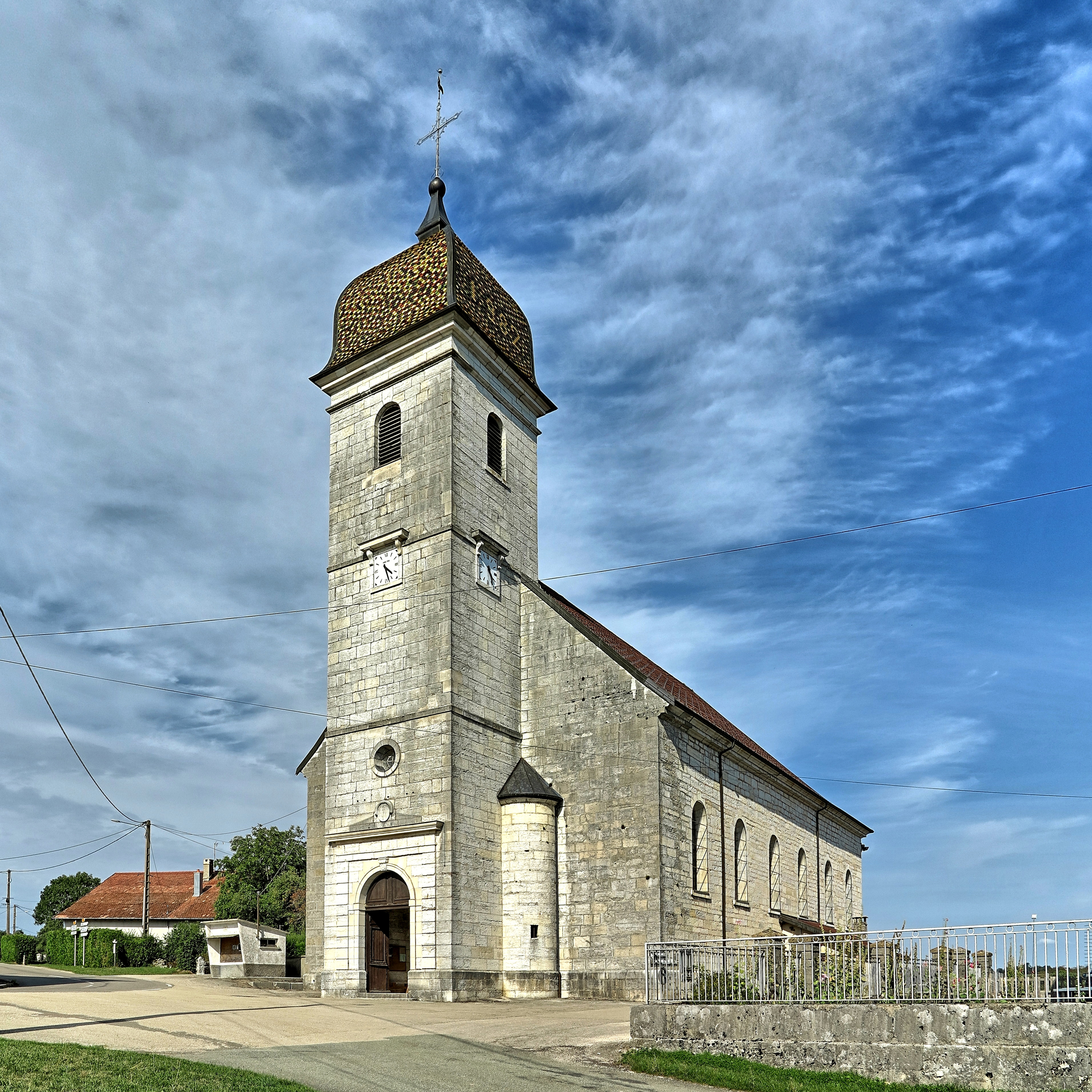
L'église de la Nativité Notre-Dame.
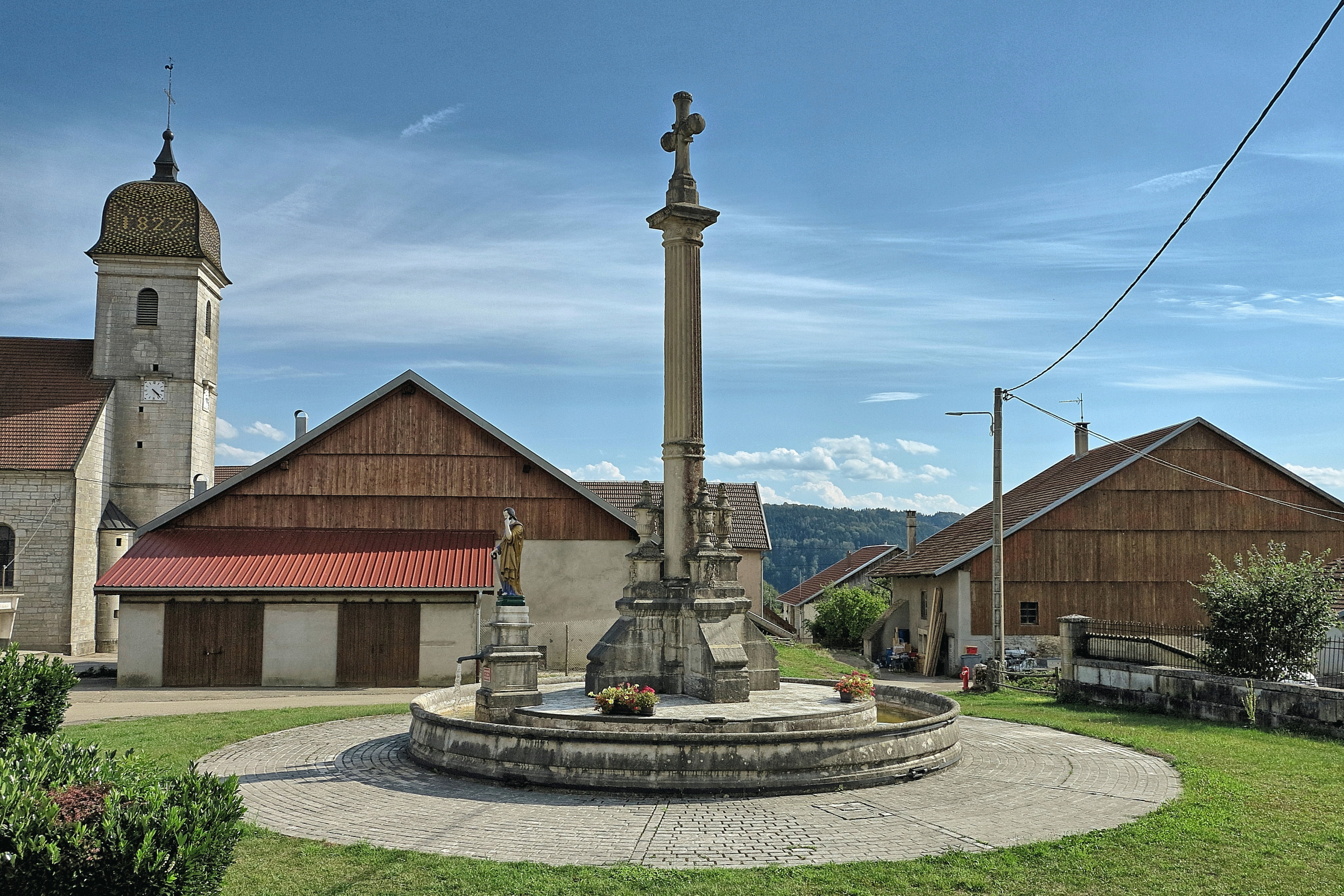
La fontaine Saint-Joseph.
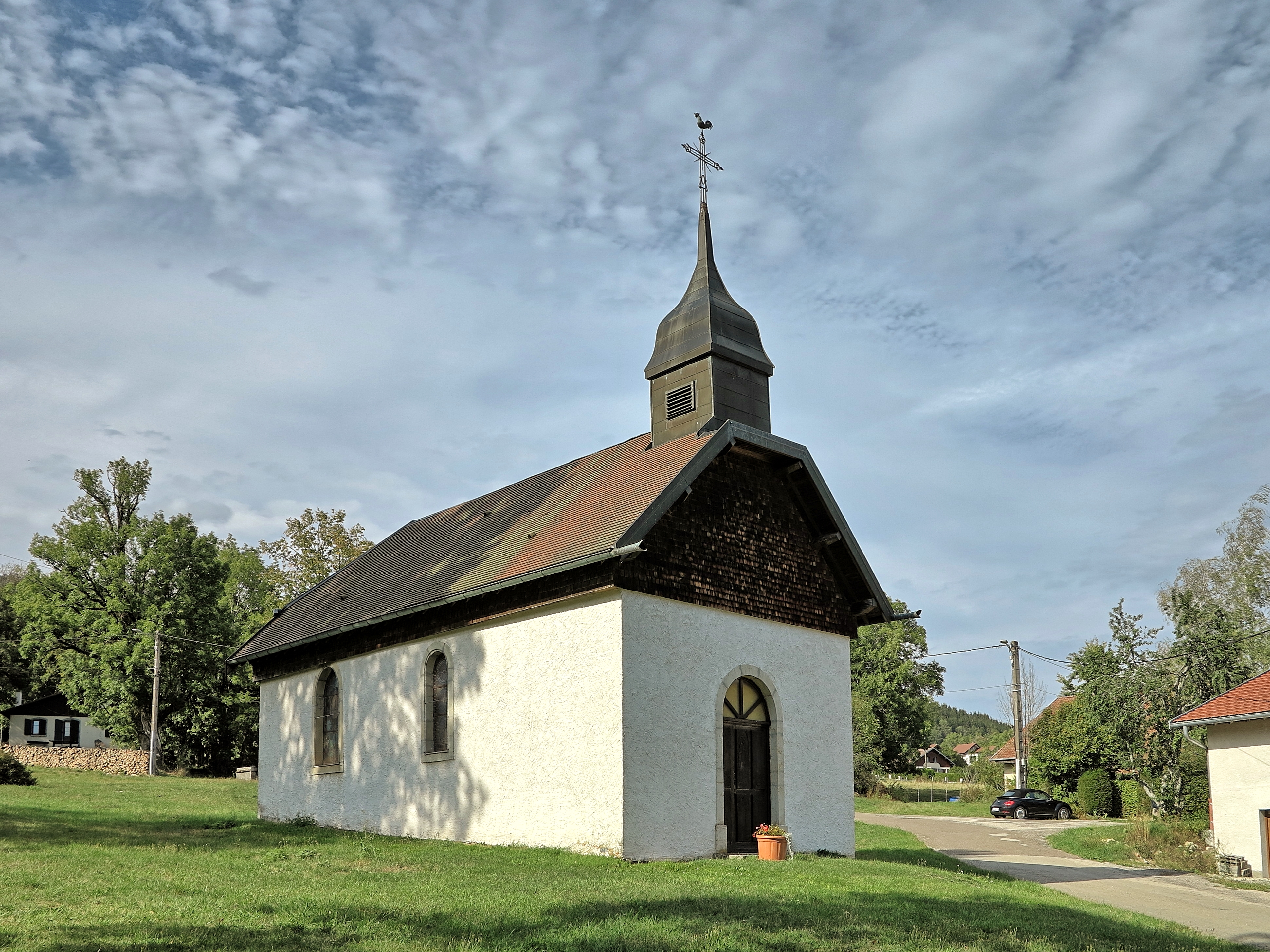
La chapelle du Saucet.
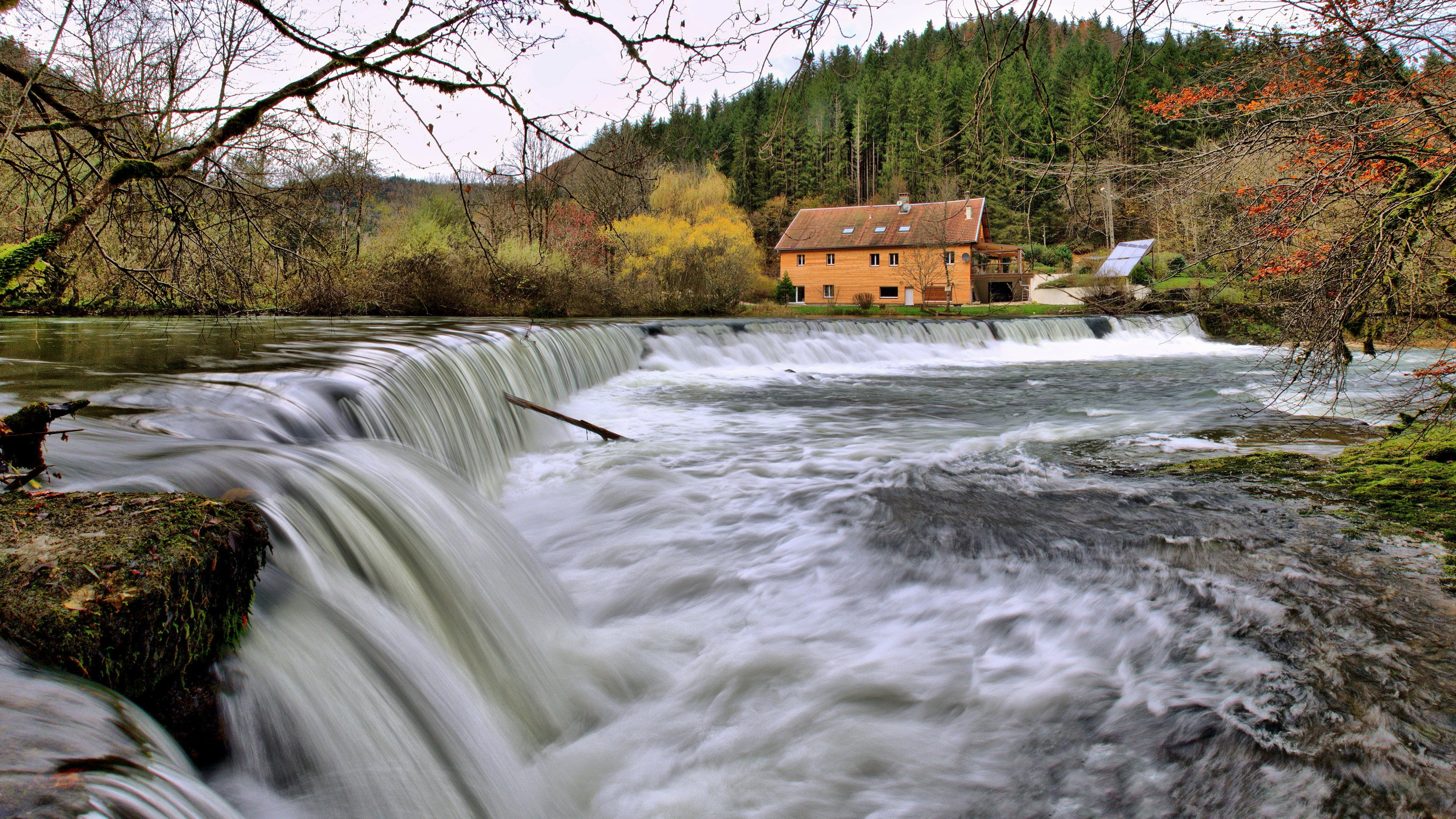
Barrage du moulin de Belvoir.
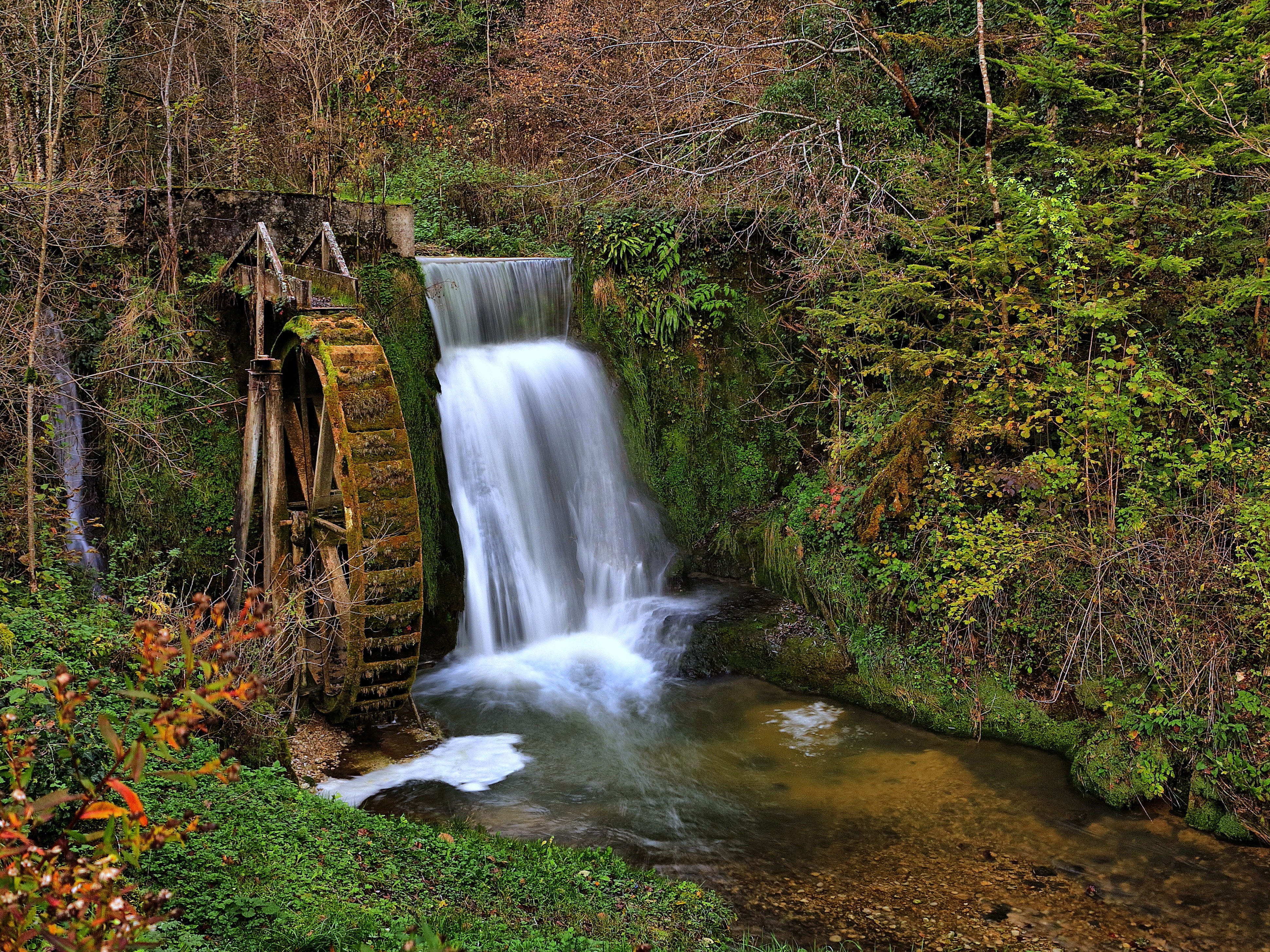
Barrage et roue à aubes sur affluent rive gauche du Dessoubre au Val.

### Héraldique
| Blason de Bretonvillers | Blason  | De sinople à la fasce losangée d'or et de gueules d'une tire.                    |
| Blason de Bretonvillers | Détails | Armes de la commune en 1666, gravées sur une pierre d'une ferme. Adopté en 2001. |

## Pour approfondir